# Pentacalia todziae
Pentacalia todziae là một loài thực vật có hoa trong họ Cúc. Loài này được H.Rob. & Cuatrec. mô tả khoa học đầu tiên năm 1993.